# Twierdzenie Brouwera o zachowaniu otwartości
Twierdzenie Brouwera o zachowaniu otwartości – twierdzenie topologii sformułowane i udowodnione w 1912 przez Jana Brouwera. Mówi ono, że podzbiór przestrzeni euklidesowej homeomorficzny z podzbiorem otwartym tej przestrzeni jest jej podzbiorem otwartym.
Brouwer użył w dowodzie wprowadzonych przez siebie metod topologii algebraicznej, a w szczególności twierdzenia Brouwera o punkcie stałym.
Twierdzenie to bywa również nazywane twierdzeniem o niezmienniczości obszaru (ang. Invariance of Domain).

## Inne sformułowanie
Twierdzenie to można również wypowiedzieć w następujący sposób:
Jeżeli funkcja {\displaystyle h:U\to \mathbb {R} ^{n}} jest ciągłą injekcją zbioru otwartego {\displaystyle U\subset \mathbb {R} ^{n}} na zbiór {\displaystyle V=h(U),} to zbiór {\displaystyle V} jest otwarty w {\displaystyle \mathbb {R} ^{n}.}

## Wnioski
- Przestrzenie euklidesowe różniące się wymiarami nie są homeomorficzne. Rzeczywiście, gdyby bowiem istniał homeomorfizm {\displaystyle h:\mathbb {R} ^{n}\to \mathbb {R} ^{m},m\neq n} (możemy założyć, że {\displaystyle m<n}), a {\displaystyle i:\mathbb {R} ^{m}\hookrightarrow \mathbb {R} ^{n}} było naturalnym odwzorowaniem włożenia, to złożenie {\displaystyle ih:\mathbb {R} ^{n}\to \mathbb {R} ^{n}} byłoby homeomorfizmem, a więc w szczególności przeprowadzałoby całą przestrzeń {\displaystyle \mathbb {R} ^{n}} na podzbiór otwarty zawarty w {\displaystyle i(\mathbb {R} ^{m}).} Jedynym otwartym podzbiorem {\displaystyle i(\mathbb {R} ^{m})} jest zbiór pusty, a zatem z otrzymanej sprzeczności wnosimy, że musi być {\displaystyle m=n.}
- Nie istnieją odwzorowania ciągłe wzajemnie jednoznaczne przestrzeni euklidesowej na przestrzenie euklidesowe różniące się od niej wymiarem.

## Literatura
1. Jerzy Mioduszewski: Wykłady z topologii. Topologia przestrzeni euklidesowych. Katowice: Wydawnictwo Uniwersytetu Śląskiego, 1994, s. 94–96.